# Joseph Szigeti
Joseph Szigeti, ungherese: Szigeti József, [ˈjoːʒɛf ˈsiɡɛti], (Budapest, 5 settembre 1892 – Lucerna, 19 febbraio 1973), è stato un violinista ungherese.

## Biografia
Nato in una famiglia di musicisti, trascorse i primi anni di vita in una piccola città della Transilvania (Sziget, nella regione di Marmarosch, oggi parte della Romania con il nome di Sighetu Marmatiei, città trilingue confinante con l'Ungheria e Ucraina (da qui la scelta del cambio del cognome dall'originario ebreo Singer alla forma ungherese Szigeti). Diede prova di essere un bambino prodigio al violino, e si trasferì a Budapest con il padre per studiare col rinomato maestro Jenő Hubay. Dopo aver completato i suoi studi con Hubay in giovane età iniziò la sua carriera concertistica internazionale. Le sue esibizioni all'inizio erano soprattutto di musica da salotto e più raramente brani virtuosistici, tuttavia dopo aver conosciuto il pianista Ferruccio Busoni ha iniziato a sviluppare un approccio molto più riflessivo e intellettuale alla musica che alla fine gli è valso il soprannome di "dotto virtuoso".

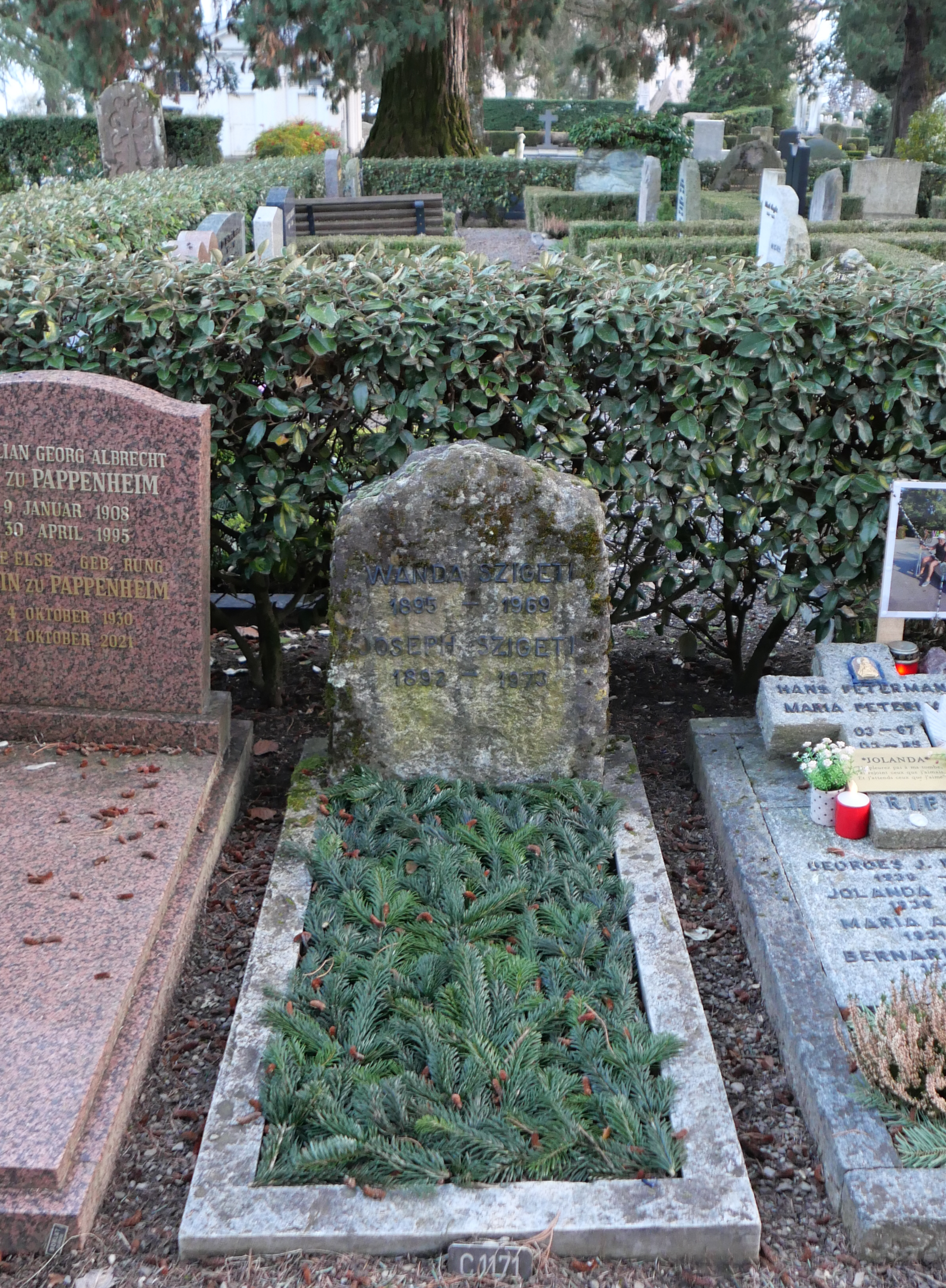
La tomba nel 2024.

In seguito a un attacco di tubercolosi che lo costrinse a un periodo in un sanatorio in Svizzera, Szigeti si stabilì a Ginevra dove divenne Maestro di violino al conservatorio locale nel 1917. Fu a Ginevra che incontrò la sua futura moglie, Wanda Ostrowska (1895-1969), e approssimativamente nello stesso periodo divenne amico del compositore Béla Bartók. Entrambe le relazioni durarono tutta la vita.
Dal 1920 al 1960, si esibì in tutto il mondo e registrò ampiamente. Si distinse anche come un forte sostenitore della nuova musica, ed era il dedicatario di numerose nuove opere di compositori contemporanei. Tra i pezzi più importanti scritti per lui vi sono il Concerto per violino di Ernest Bloch, la Rapsodia N. 1 di Bartók, il Concerto in la minore op. 48 di Alfredo Casella, la Sonata op. 27 n. 1 di Eugène Ysaÿe e il Concerto per violino di Frank Martin. Dopo il ritiro dal palcoscenico nel 1960, ha lavorato come insegnante e scrittore fino alla sua morte nel 1973, all'età di 80 anni.
Szigeti trovò la sua ultima dimora accanto alla moglie Wanda nel cimitero di Clarens-Montreux. La loro figlia Irene (1920-2005) e il genero Nikita Magalov (1912-1992), pianista di fama mondiale di origine georgiano-russa, sono sepolti a pochi metri dalla tomba.

## Scritti
- With Strings Attached, Reminiscences and Reflections, London, Cassel & Co., 1949; rist. New York, Alfred. A. Knopf, 1967
- A Violinist’s Notebook, 200 music examples with notes for practice and performance, London, Gerald Duckworth & Co., 1964; tr. it. Appunti di un violinista, 200 esempi musicali con indicazioni pratiche per l’esecuzione, con traduzione in francese, edizione italiana a cura di Alberto Curci, Milano, Curci, 1973
- Beethovens Violinwerke. Hinweise für Interpreten und Hörer, Zürich-Freiburg, Atlantis Verlag, 1965; tr. it., di A. Curci, Le opere per violino di Beethoven. Indicazioni per interpreti e auditori, Milano, Curci, stampa 1969
- Szigeti on the Violin, Cassel & Co, London New York 1969; rist.  New York: Dover, 1979